# 下侍塚古墳
下侍塚古墳（しもさむらいづかこふん）は、栃木県大田原市湯津上（ゆづかみ）にある古墳。形状は前方後方墳。上侍塚古墳と合わせて国の史跡に指定されている（史跡「侍塚古墳」）。
上侍塚古墳とともに江戸時代に徳川光圀（水戸黄門）の命で日本で最初の学術的発掘調査が行われた古墳として知られる。本項では、下侍塚古墳の北西にある侍塚古墳群（大田原市指定史跡）についても解説する。

## 概要
| 古墳群       | 古墳群    | 古墳群    | 古墳名           | 規模   | 前方部 | 葺石 | 埋葬施設 |
| ------------ | --------- | --------- | ---------------- | ------ | ------ | ---- | -------- |
|              |           |           | 下侍塚古墳       | 84m    | 南     | 有   | 木棺直葬 |
| 上侍塚古墳   | 114m      | 南        | 有               | 粘土槨 |        |      |          |
| 上侍塚北古墳 | 48.5m     | 南        |                  | 不明   |        |      |          |
| 那須 小川    |           |           | 駒形大塚古墳     | 60.5m  | 西     | 無   | 木炭槨   |
| 那須 小川    | 吉田 新宿 | 温泉 神社 | 吉田温泉神社古墳 | 50m    | 南     | 無   | 木炭槨   |
| 那須 小川    | 吉田 新宿 | 八幡塚    | 那須八幡塚古墳   | 60.5m  | 西     | 有   | 木棺直葬 |

栃木県北東部、那珂川右岸の段丘上に築造された古墳である。江戸時代の元禄5年（1692年）の発掘調査のほか、1975年（昭和50年）に発掘調査が実施されている。
墳形は前方後方形で、前方部を南方向に向ける。墳丘長は84メートルを測り、那須地方の前方後方墳6基のうちでは上侍塚古墳に次ぐ規模になる。墳丘外表では葺石が認められる。また墳丘周囲には周濠が巡らされ、周濠内からは底部穿孔の土師器（赤彩の有段口辺壺）が検出されている。埋葬施設は後方部墳頂における木棺の直葬で、両小口には粘土塊が置かれる。副葬品として、江戸期の調査では銅鏡（二神二獣鏡1）・鉄製品（刀片15・甲冑片・大刀把頭1・鉄鉾身1）・土師器（高坏4・壺か1）が検出されている。
築造時期は、古墳時代中期初頭の4世紀末葉頃と推定される。上侍塚古墳とともに那須地方を代表する古墳の1つであるとともに、江戸期の調査後には上侍塚古墳と合わせて墳丘保存のための松が植えられていることから、日本で最初の学術的発掘調査かつ調査後の文化財保護の点で考古学史上においても重要視される古墳である。
古墳域は1951年（昭和26年）に国の史跡に指定されている（史跡「侍塚古墳」のうち）。

## 遺跡歴
- 江戸時代、元禄5年（1692年）に徳川光圀の命で大金重貞による発掘調査。副葬品多数出土（『湯津神村車塚御修理』として記録、調査後は松板箱に入れて埋戻し）。
- 1951年（昭和26年）6月9日、国の史跡に指定（史跡「侍塚古墳」のうち）[3]。
- 1975年（昭和50年）、周溝の範囲確認調査（湯津上村教育委員会、1976年に概報刊行）。

## 墳丘

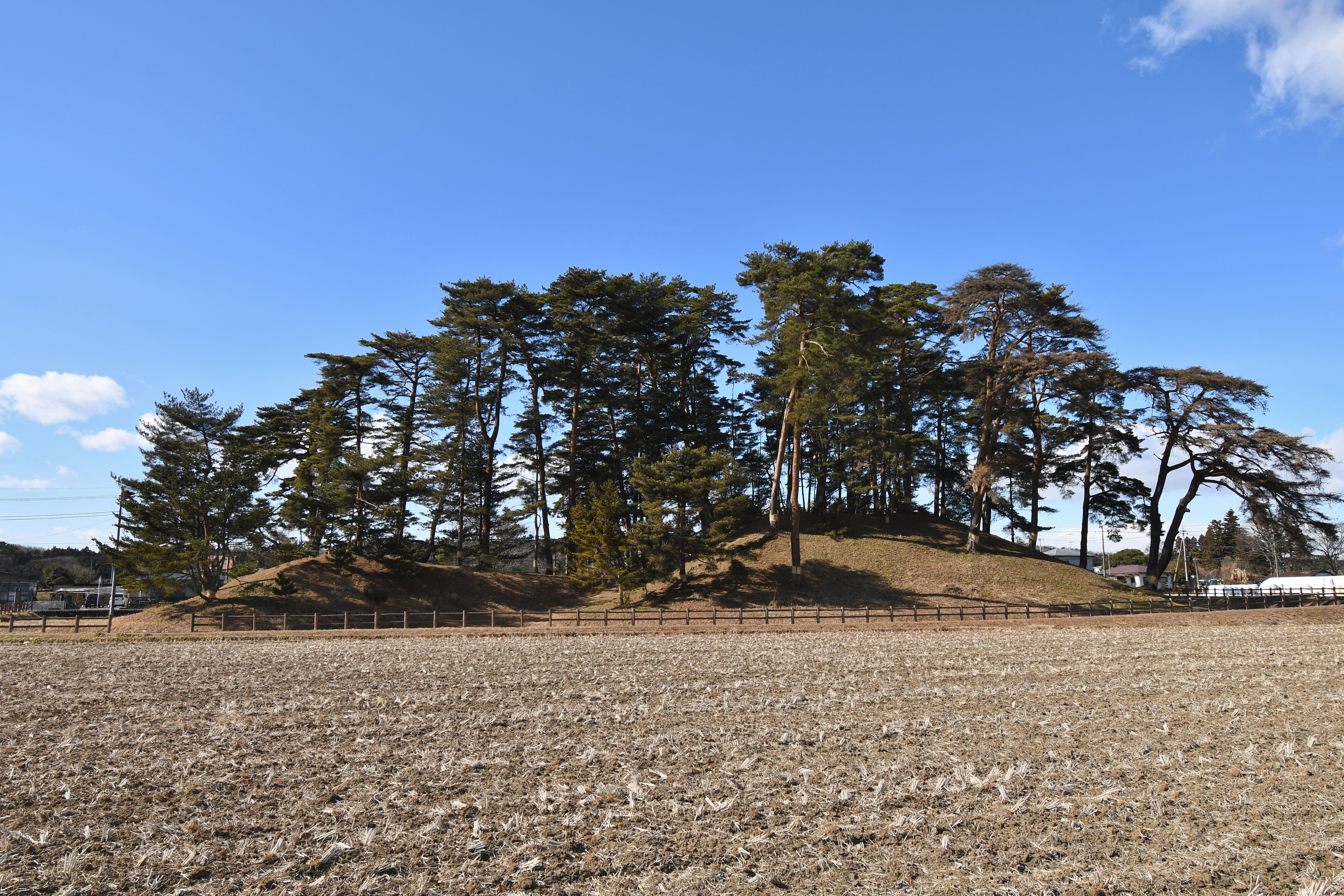
墳丘左に前方部、右に後方部。

墳丘の規模は次の通り。
- 墳丘長：84メートル
- 後方部
  - 長さ：48メートル
  - 幅：48メートル
  - 高さ：9.4メートル
- 前方部
  - 長さ：36メートル
  - 幅：36メートル
  - 高さ：5メートル

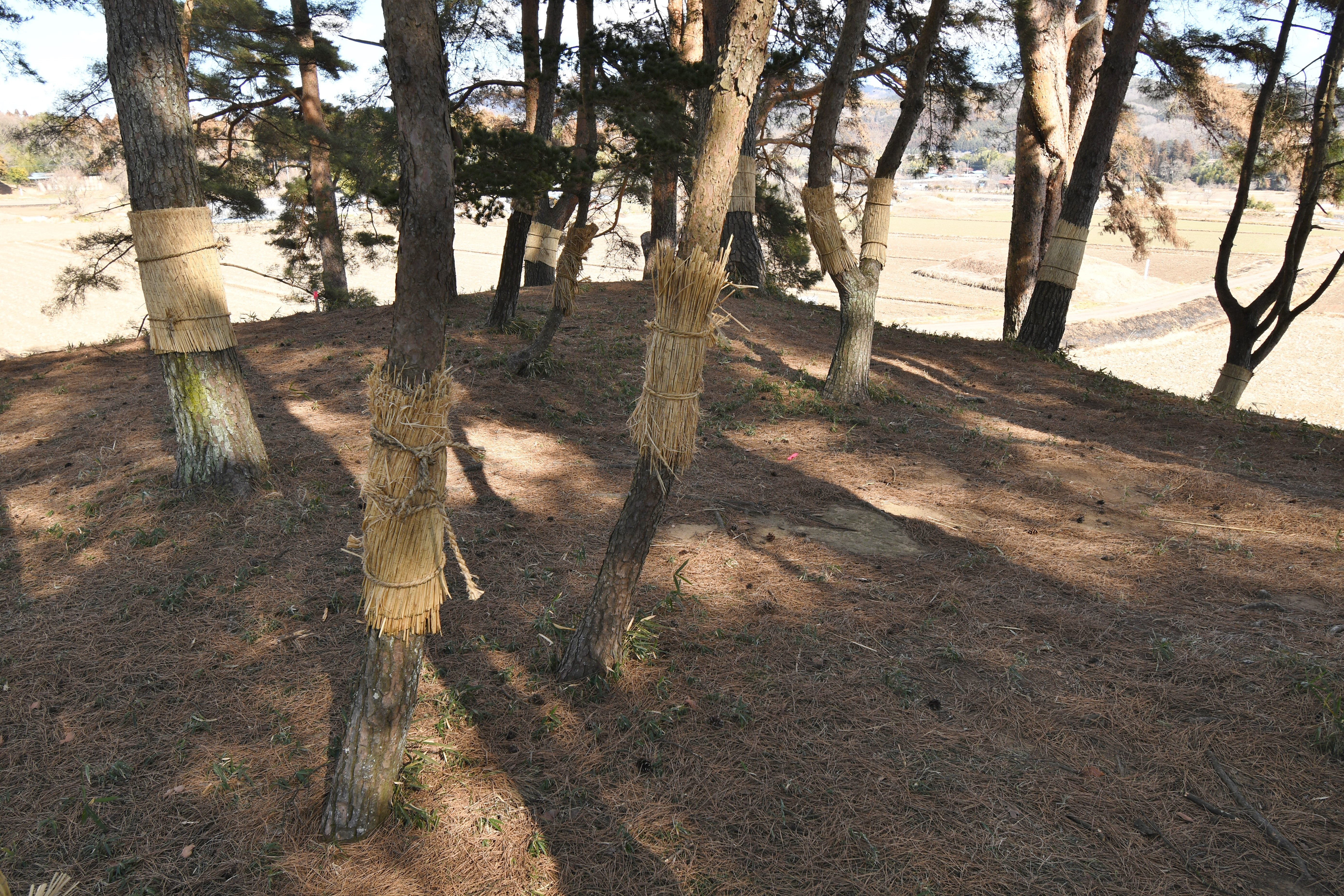
後方部墳頂
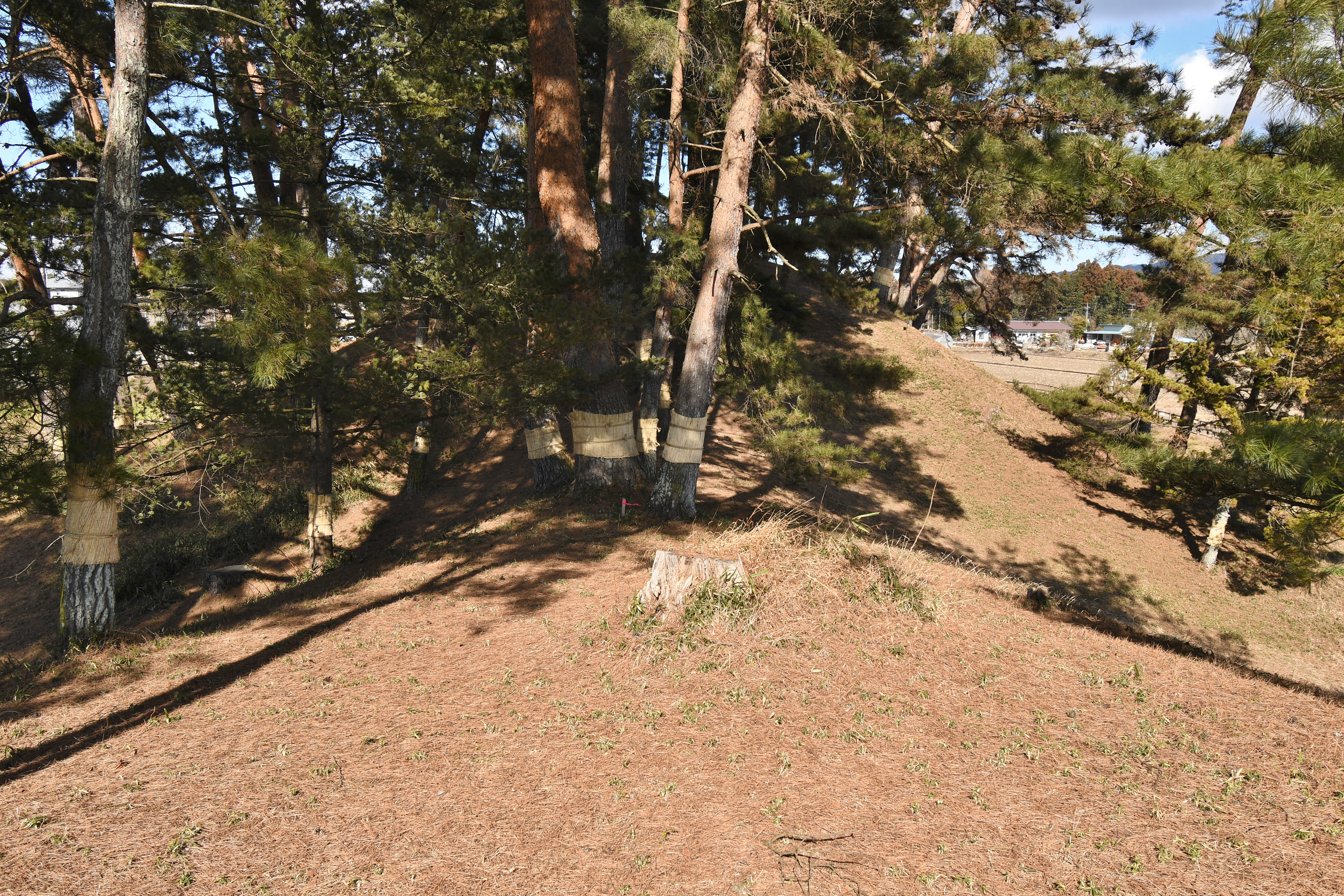
前方部から後方部を望む
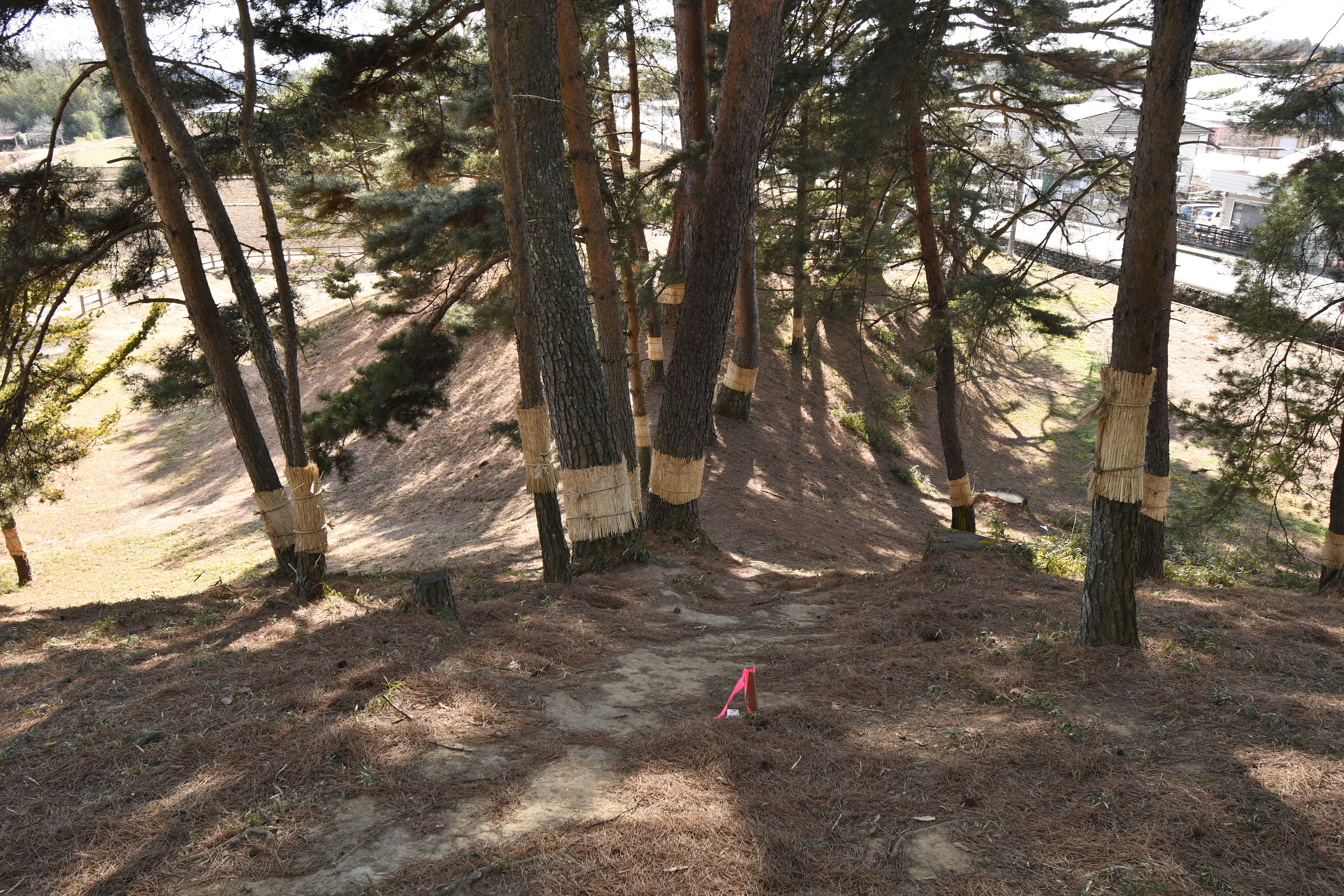
後方部から前方部を望む
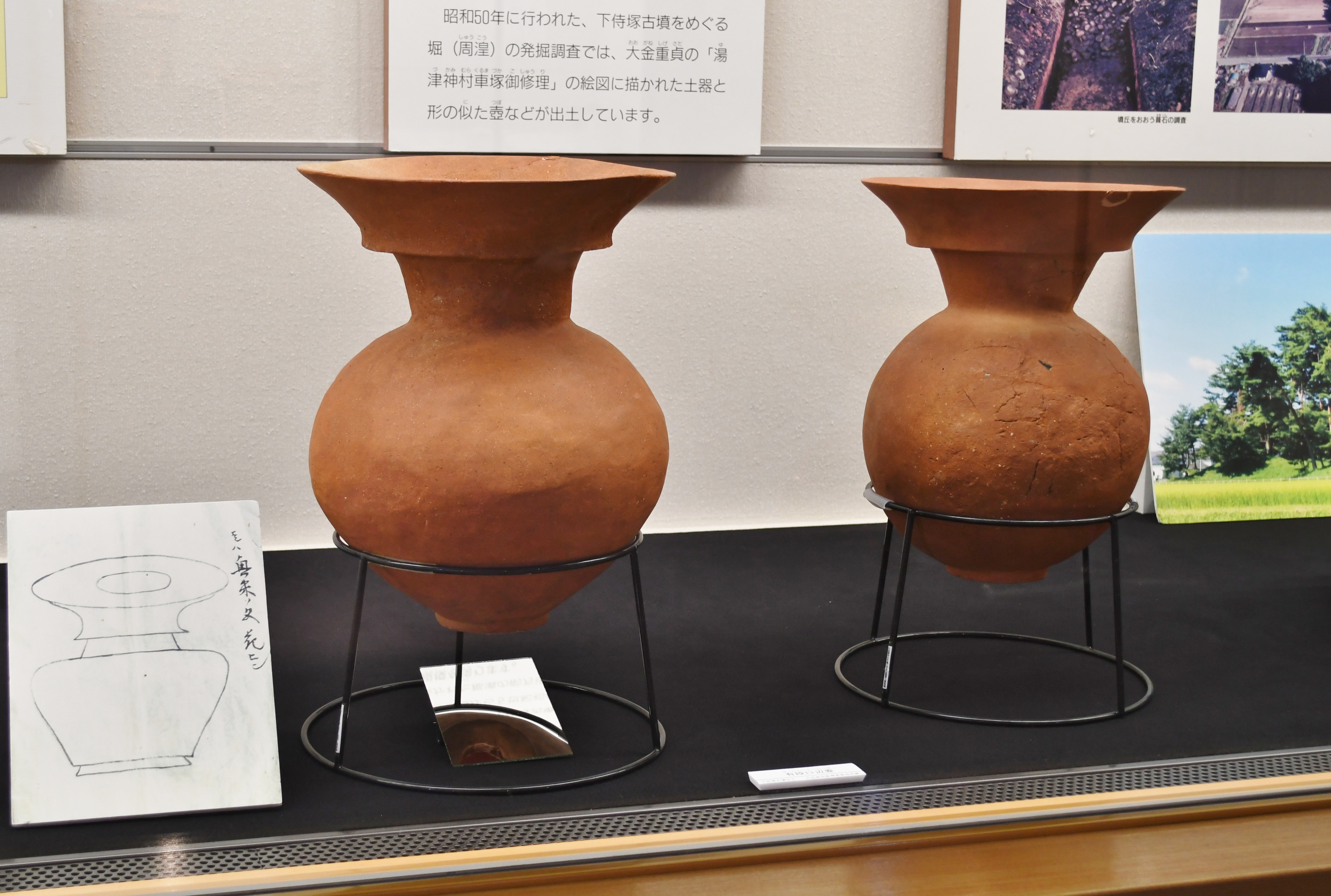
有段口辺壺 大田原市なす風土記の丘湯津上資料館展示。
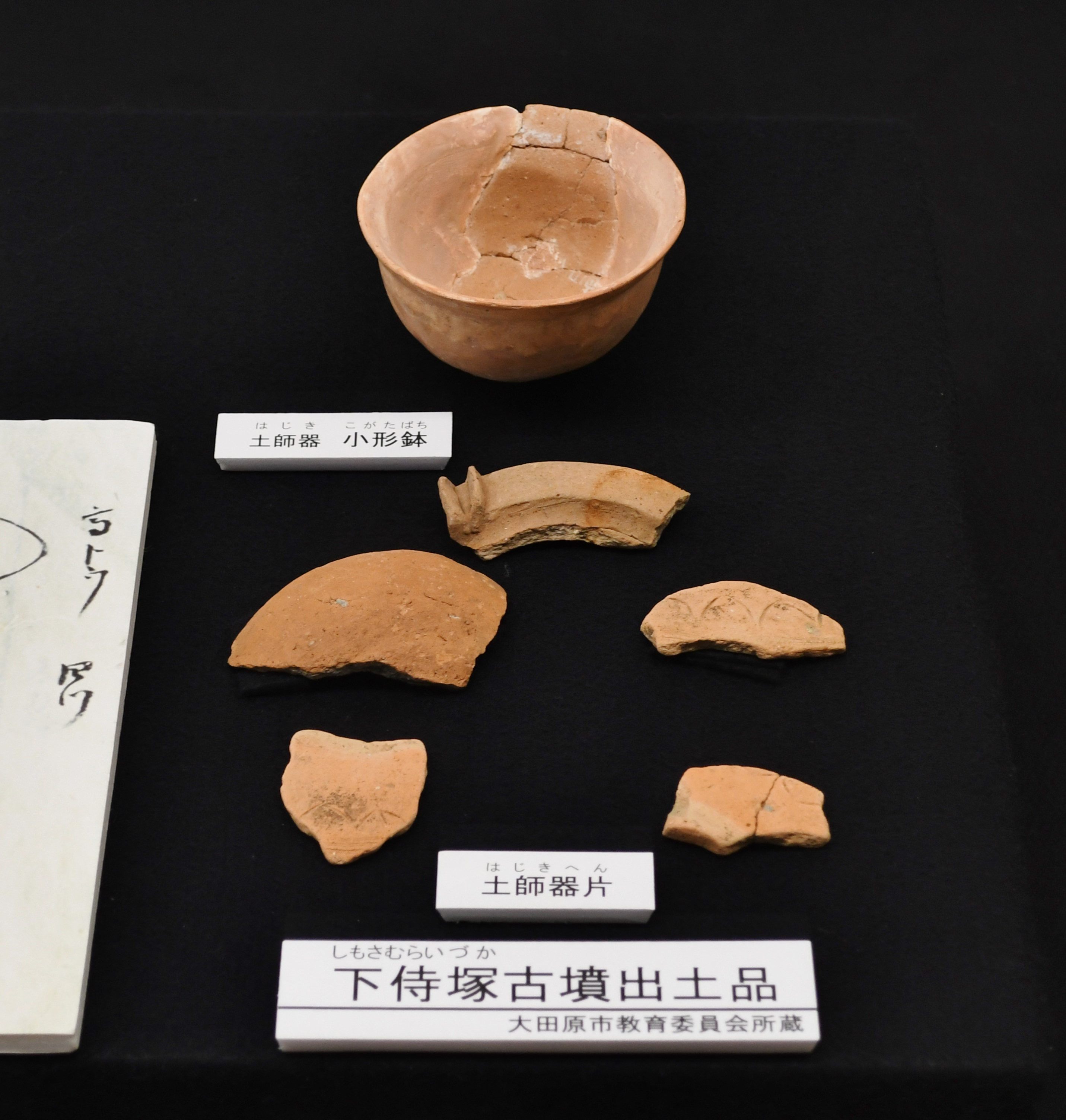
土師器 大田原市なす風土記の丘湯津上資料館展示。

## 侍塚古墳群

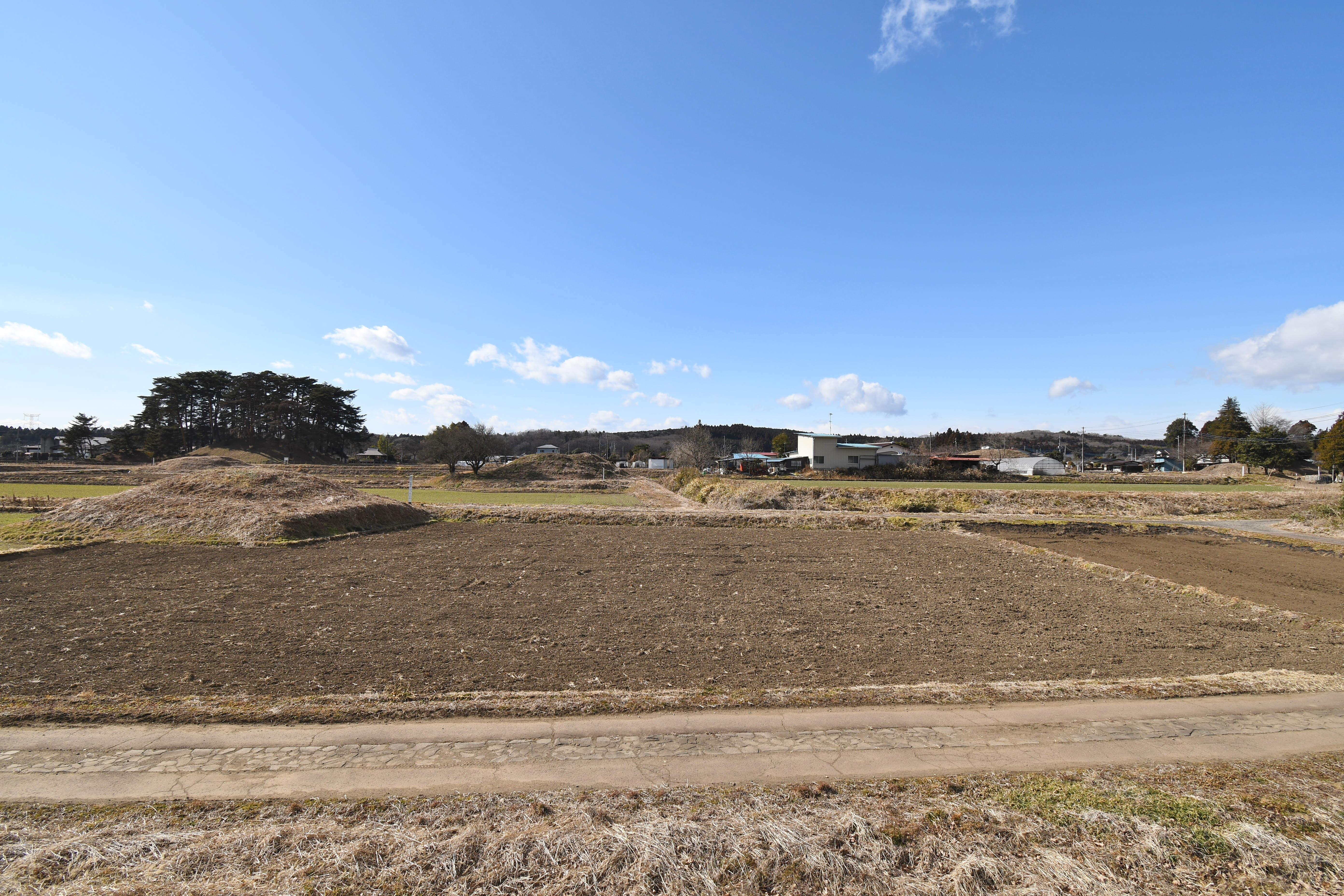
侍塚古墳群7号墳上から、左に5・6・8号墳、右奥に1・4号墳を望む。左最奥は下侍塚古墳。

侍塚古墳群（さむらいづかこふんぐん）は、下侍塚古墳の北西にある古墳群。かつては10基ほど存在したが戦後の開田等で消滅し、現存する8基が大田原市指定史跡に指定されている。
前方後円墳1基・円墳6基・方墳1基の計8基から構成され、5・8号墳では部分的な発掘調査が実施されている。各古墳の内容は次の通り。

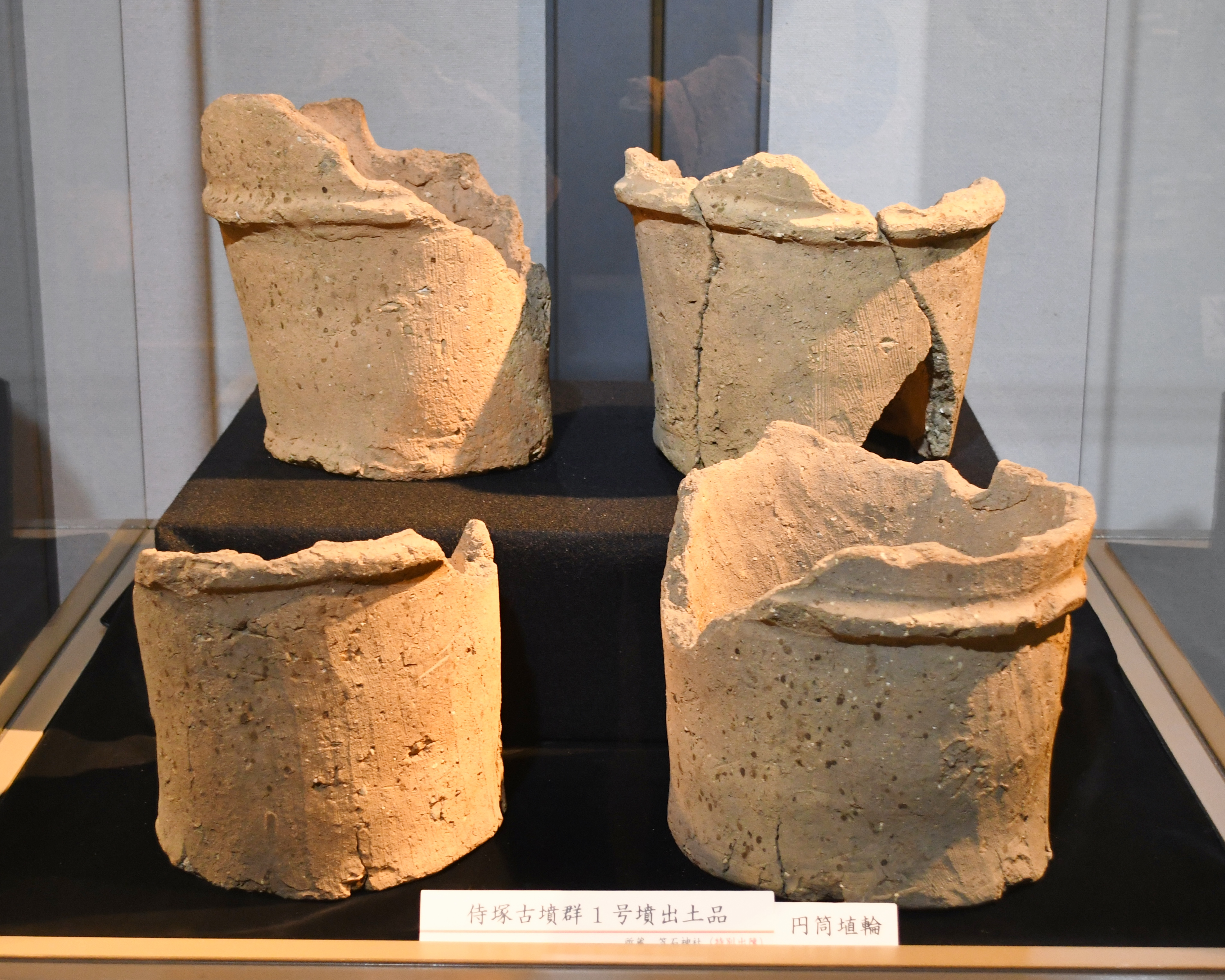
1号墳 円筒埴輪 大田原市なす風土記の丘湯津上資料館展示。

| 古墳名 | 画像 | 形状       | 規模         | 出土品                              | 築造時期             | 調査           |
| ------ | ---- | ---------- | ------------ | ----------------------------------- | -------------------- | -------------- |
| 1号墳  |      | 前方後円墳 | 墳丘長35-50m | 円筒埴輪                            |                      | 1999年測量調査 |
| 2号墳  |      | 円墳       | 直径17.5m    |                                     |                      | 2001年測量調査 |
| 3号墳  |      | 円墳       | 直径18m      |                                     |                      | 2000年測量調査 |
| 4号墳  |      | 円墳       | 直径16m      |                                     |                      | 2000年測量調査 |
| 5号墳  |      | 円墳       | 直径27m      | 円筒埴輪・形象埴輪・ 土師器・須恵器 | 6世紀代              | 1954年発掘調査 |
| 6号墳  |      | 円墳       | 直径12m      |                                     |                      | 2001年測量調査 |
| 7号墳  |      | 円墳       | 直径15m      |                                     |                      | 1998年測量調査 |
| 8号墳  |      | 方墳       | 一辺17m      | 土師器                              | 下侍塚古墳と近い時期 | 1977年発掘調査 |

- 1号墳 円筒埴輪
大田原市なす風土記の丘湯津上資料館展示。

## 文化財

### 国の史跡
- 侍塚古墳 - 上侍塚古墳・下侍塚古墳を包括。1951年（昭和26年）6月9日指定[3]。

### 大田原市指定文化財
- 史跡
  - 侍塚古墳群1号墳 - 1966年（昭和41年）2月15日指定[6]。
  - 侍塚古墳群2号墳 - 1966年（昭和41年）2月15日指定[6]。
  - 侍塚古墳群3号墳 - 1966年（昭和41年）2月15日指定[6]。
  - 侍塚古墳群4号墳 - 1966年（昭和41年）2月15日指定[6]。
  - 侍塚古墳群5号墳 - 1966年（昭和41年）2月15日指定[6]。
  - 侍塚古墳群6号墳 - 1966年（昭和41年）2月15日指定[6]。
  - 侍塚古墳群7号墳 - 1966年（昭和41年）2月15日指定[6]。
  - 侍塚古墳群8号墳 - 1966年（昭和41年）2月15日指定[6]。

## 関連施設
- 大田原市なす風土記の丘湯津上資料館（大田原市湯津上） - 下侍塚古墳・侍塚古墳群の出土品等を保管・展示。旧栃木県立なす風土記の丘資料館湯津上館（2015年4月に栃木県より大田原市へ移管）。

## 関連文献
（記事執筆に使用していない関連文献）
- 『下侍塚周濠発掘調査概報（湯津上村埋蔵文化財調査報告 第2集）』湯津上村教育委員会、1976年。
- 眞保昌弘『侍塚古墳と那須国造碑 -下野の前方後方墳と古代石碑-（日本の遺跡25）』同成社、2008年。ISBN 9784886214164。